# 1987
- Wikisource

| Calendário gregoriano                                                        | 1987 MCMLXXXVII                     |
| Ab urbe condita                                                              | 2740                                |
| Calendário arménio                                                           | 1437 – 1438                         |
| Calendário bahá'í                                                            | 143 – 144                           |
| Calendário budista                                                           | 2531                                |
| Calendário chinês                                                            | 4683 – 4684 Início a 29 de janeiro  |
| Calendário copta                                                             | 1703 – 1704                         |
| Calendário etíope                                                            | 1979 – 1980                         |
| Calendários hindus - Vikram Samvat - Calendário nacional indiano - Cáli Iuga | 2042 – 2043 1908 – 1909 5087 – 5088 |
| Calendário Holoceno                                                          | 11987                               |
| Calendário islâmico                                                          | 1408 – 1409                         |
| Calendário judaico                                                           | 5747 – 5748 Início a 24 de setembro |
| Calendário persa                                                             | 1365 – 1366 Início a 21 de março    |
| Calendário rúnico                                                            | 2237                                |
| Calendário solar tailandês                                                   | 2530                                |

1987 (MCMLXXXVII, na numeração romana) foi um ano comum do século XX que começou numa quinta-feira, segundo o calendário gregoriano. A sua letra dominical foi D. A terça-feira de Carnaval ocorreu a 3 de março e o domingo de Páscoa a 19 de abril. Segundo o horóscopo chinês, foi o ano do Coelho, começando a 29 de janeiro.

| Evento                                                   | Data            | Hora  |
| -------------------------------------------------------- | --------------- | ----- |
| Aquário                                                  | 20 de janeiro   | 14:41 |
| Peixes                                                   | 19 de fevereiro | 04:50 |
| primavera no hemisfério norte e outono no hemisfério sul |                 |       |
| Carneiro/equinócio                                       | 21 de março     | 03:52 |
| Touro                                                    | 20 de abril     | 14:58 |
| Gémeos                                                   | 21 de maio      | 14:11 |
| verão no hemisfério norte e inverno no hemisfério Sul    |                 |       |
| Caranguejo/solstício                                     | 21 de junho     | 22:11 |
| Leão                                                     | 23 de julho     | 09:07 |
| Virgem                                                   | 23 de agosto    | 16:10 |
| Outono no Hemisfério Norte e Primavera no Hemisfério Sul |                 |       |
| Balança/equinócio                                        | 23 de setembro  | 13:46 |
| Escorpião                                                | 23 de outubro   | 23:01 |
| Sagitário                                                | 22 de novembro  | 20:30 |
| inverno no hemisfério norte e verão no hemisfério sul    |                 |       |
| Capricórnio/solstício                                    | 22 de dezembro  | 09:46 |

| UTC: Portugal Continental, Madeira, Guiné-Bissau e São Tomé e Príncipe Subtrair (-): 1 h nos Açores e Cabo Verde 2 h nas Ilhas oceânicas brasileiras 3 h em Brasília, em Goiás, na Amazônia Oriental Brasileira e no nordeste, sudeste e sul brasileiros 4 h na Amazônia Ocidental Brasileira, Mato Grosso e Mato Grosso do Sul 5 h no Acre e sudoeste do Amazonas Adicionar (+): 1 h em Angola e Guiné Equatorial 2 h em Moçambique 8 h em Macau 9 h em Timor-Leste. |
| Adicionar uma hora durante a vigência do horário de verão: Portugal Continental : De 29 de março a 27 de setembro de 1987 |

| Ano completo                        |
| ----------------------------------- |
| Ano comum com início à quinta-feira |

## Eventos

### Janeiro
- 3 de janeiro - O voo Varig 797 cai perto da Costa do Marfim, resultando em 50 mortes.

### Fevereiro
- 2 de fevereiro - O político brasileiro Ulysses Guimarães é eleito presidente da Assembleia Nacional Constituinte.

### Abril
- 6 de abril - Estreia do infantil Show Maravilha, no SBT.

### Maio
- 27 de maio - O Porto vence a Taça dos Campeões Europeus pela primeira vez.
- 31 de Maio
  - Ayrton Senna vence o GP de Mônaco de Fórmula 1. É a primeira vitória de um piloto brasileiro no Principado de Mônaco.
  - São recolocadas na Sé Catedral de Angra do Heroísmo, as primeiras pinturas artísticas restauradas após o sismo de 1 de Janeiro de 1980, das 30 que estiveram em restauro.[1]

### Junho
- 20 de junho - A Seleção Neozelandesa de Rugby venceu a edição inaugural da Copa do Mundo.
- 24 de junho - Nasceu o futebolista argentino Lionel Messi.[2]
- 29 de junho - Nasceu Pedro Leonardo, integrante da dupla Pedro & Thiago.[3]

### Julho
- 12 de julho - O Uruguai é campeão da Copa América de 1987 ao vencer o Chile por 1 x 0.[4]

### Agosto
- 17 de agosto - Morreu o escritor brasileiro Carlos Drummond de Andrade.[5]

### Setembro
- 13 de Setembro - Acidente do Césio 137 em Goiânia, conhecido como "o maior acidente radiológico do mundo ocorrido fora de unidades nucleares."

### Outubro
- 31 de outubro - O Peñarol venceu o América de Cali na final da Copa Libertadores da América e foi o campeão.[6]

### Novembro
- 1 de novembro - Nelson Piquet se torna tricampeão mundial de Fórmula 1.[7]
- 9 de novembro - É lançado o Windows 2.x, o segundo da série dos famosos sistemas operativos desenvolvidos pela Americana Microsoft.

### Dezembro
- 13 de dezembro - O Porto é campeão Mundial Interclubes pela primeira vez.
- 29 de dezembro - Massacre de São Bonifácio, em Marabá, Pará, Brasil.
- 30 de dezembro - Criação dos municípios amazonenses de Apuí, Careiro da Várzea e Guajará.

## Nascimentos
- 8 de janeiro - Freddie Stroma, ator e modelo britânico.
- 10 de janeiro - César Cielo, nadador brasileiro.
- 12 de Janeiro - Naya Rivera, atriz e cantora americana.
- 20 de janeiro
  - Evan Peters, ator norte-americano.
  - Marco Simoncelli, motociclista italiano (m. 2011)
- 24 de Janeiro - Luis Suárez, futebolista uruguaio.
- 2 de fevereiro - Gerard Piqué, futebolista espanhol.
- 6 de abril - Jerrod Carmichael, comediante, ator, escritor e cineasta norte-americano.
- 9 de abril - Jesse McCartney, cantor, ator, compositor e dublador norte-americano.
- 19 de abril - Joe Hart, futebolista inglês.
- 13 de maio - Hunter Parrish, ator e cantor norte-americano.
- 17 de junho - Kendrick Lamar, rapper, produtor musical e compositor norte-americano.
- 24 de junho - Lionel Messi, futebolista argentino.
- 29 de junho - Pedro Leonardo, integrante da dupla Pedro & Thiago.
- 2 de julho - Ruslana Korshunova, modelo cazaquistanesa. (m. 2008)
- 3 de julho - Sebastian Vettel, piloto alemão de automobilismo.
- 31 de julho - Dan Reynolds, cantor norte-americano.
- 19 de agosto - Nico Hülkenberg, piloto alemão de automobilismo.
- 30 de agosto - Johanna Braddy, atriz americana de cinema e televisão.
- 2 de setembro - Isaac Promise, futebolista nigeriano. (m. 2019)
- 5 de setembro - Johnny Sibilly, ator e produtor americano.
- 7 de setembro - Aurea, cantora portuguesa.
- 8 de setembro - Wiz Khalifa, ator, cantor, compositor e rapper norte-americano.
- 15 de setembro - Aly Cissokho, futebolista francês.
- 20 de setembro - Alex Pullin, snowboarder australiano (m. 2020)
- 22 de setembro - Tom Felton, ator e cantor britânico.
- 28 de setembro - Hilary Duff, atriz e cantora norte-americana.
- 1 de outubro - Matthew Daddario, ator, cantor norte-americano.
- 11 de outubro - Andressa Urach, modelo, apresentadora e dançarina brasileira.
- 16 de outubro - Zuleyka Rivera, rainha da beleza porto-riquenha (Miss Porto Rico Universo 2006, Miss Universo 2006)
- 18 de outubro - Zac Efron, ator, cantor, dublador e produtor executivo norte-americano.
- 4 de novembro - T.O.P, rapper, cantor e compositor sul-coreano.
- 7 de dezembro - Aaron Carter, cantor de música pop estadunidense. (m. 2022)
- 31 de dezembro - Maiara & Maraísa, dupla sertaneja brasileira

## Mortes
- 28 de janeiro - Galo Plaza Lasso, presidente do Equador de 1948 a 1952 (n. 1906).
- 25 de fevereiro - James Coco, ator americano (n. 1930)
- 21 de março - Dean Paul Martin, ator e cantor norte-americano (n. 1951).
- 19 de maio - Valentín Paz-Andrade, escritor, poeta e jornalista galego (n. 1898).
- 3 de junho - Will Sampson, pintor, ator e artista de rodeio estadunidense (n. 1933).
- 11 de julho - Tom Waddell, médico americano e fundador dos Jogos Gays (n. 1937).
- 7 de agosto - Camille Chamoun, presidente do Líbano de 1952 a 1958 (n. 1900)
- 17 de agosto - Rudolf Hess, dignitário do Terceiro Reich (n. 1894).
- 17 de agosto - Carlos Drummond de Andrade, escritor e poeta brasileiro.
- 2 de setembro - Alfredo Oscar Saint-Jean, militar e presidente da Argentina em 1982 (n. 1926).
- 18 de setembro - Golbery de Couto e Silva, general e geopolítico brasileiro (n. 1911).
- 21 de setembro - Jaco Pastorius, baixista de jazz norte-americano (n. 1951).
- 15 de outubro - Thomas Sankara, Primeiro-ministro em 1983 e Presidente do Alto Volta (atual Burkina Faso) de 1983 a 1984 e Presidente de Burkina Faso de 1984 a 1987 (n. 1949).
- 17 de outubro - Ruby Dandridge, atriz americana (n. 1900).

## Prêmio Nobel
- Física - Johannes Georg Bednorz,[8] Karl Alexander Müller.[8]
- Química - Donald J. Cram,[9] Jean-Marie Lehn,[9] Charles J. Pedersen.[9]
- Medicina - Susumu Tonegawa.[10]
- Literatura - Joseph Brodsky.[11]
- Paz - Oscar Arias Sánchez.[12]
- Economia - Robert M. Solow.[13]

## Epacta e idade da Lua
| Epacta gregoriana | 2 (II)  |
| Idade da Lua      | Letra c |

## Por tema
- 1987 na arte
- 1987 no Brasil
- 1987 no carnaval
- 1987 na ciência
- 1987 no cinema
- Desastres em 1987
- 1987 no desporto
- 1987 nos jogos eletrônicos
- 1987 no jornalismo
- 1987 na literatura
- 1987 na música
- 1987 na política
- 1987 na rádio
- 1987 no teatro
- 1987 na televisão